# فرانسیس گویا
فرانسیس گویا با نام اصلی فرانسیس وایر (Francis Weyer) (زادهٔ ۱۶ مهٔ ۱۹۴۶ در لیژ) هنرمند، آهنگساز و نوازندهٔ گیتار اهل بلژیک است.